# Rathaus Usingen

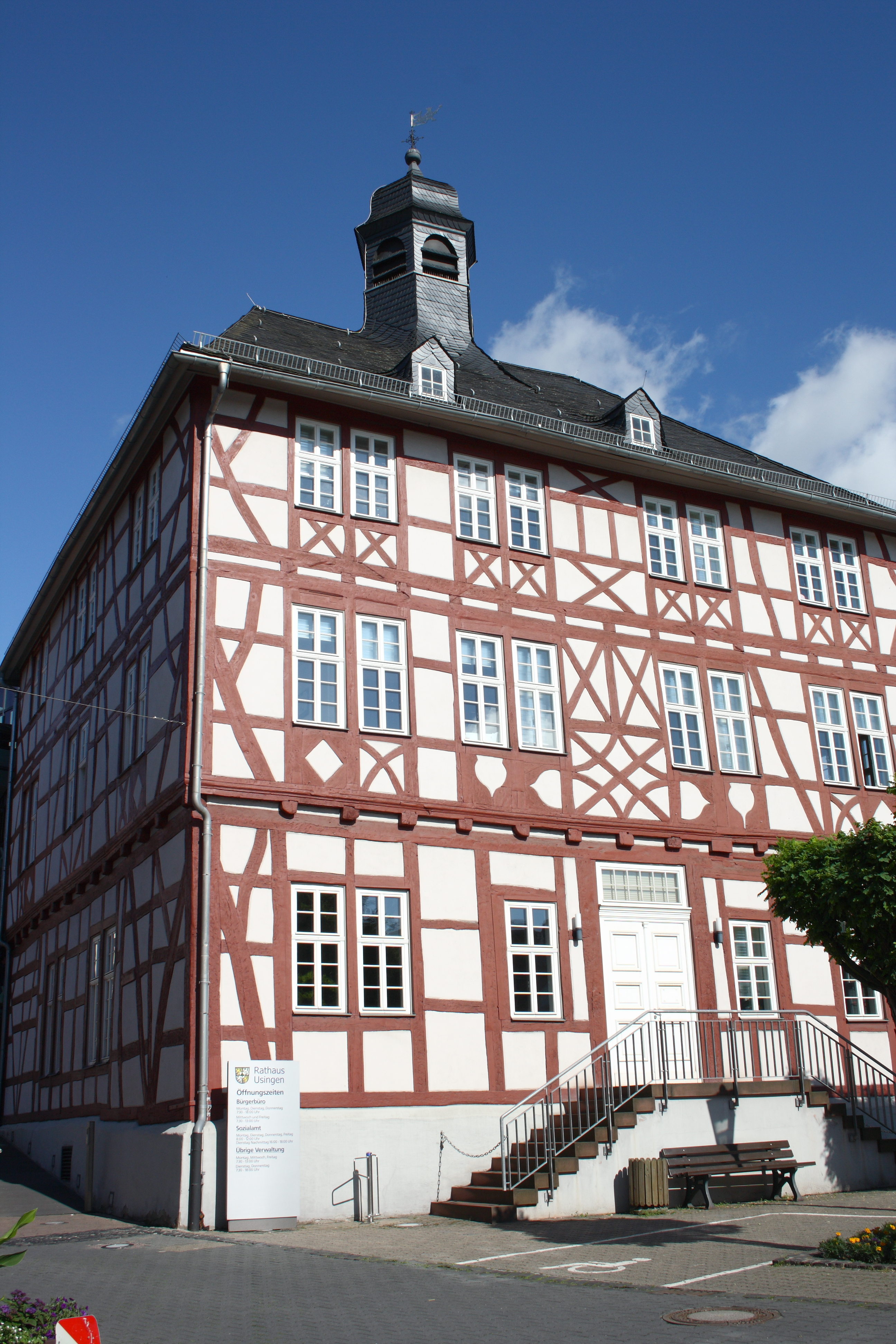
Rathaus in Usingen

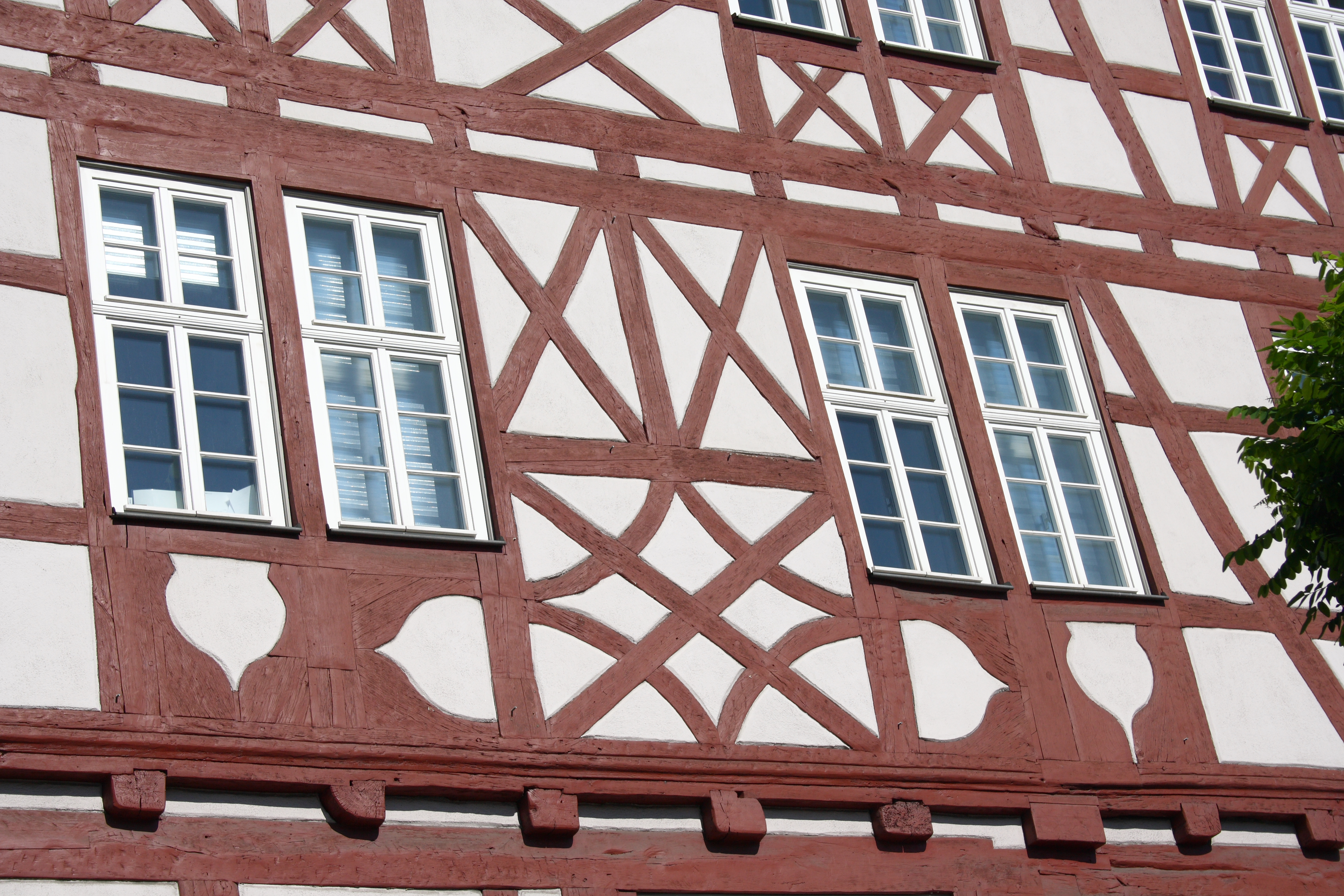
Rauten und andere Schmuckformen

Das Rathaus in Usingen, einer Stadt im Hochtaunuskreis in Hessen, wurde 1687 errichtet. Das Fachwerkhaus an der Wilhelmjstraße 1 ist ein geschütztes Baudenkmal.

## Beschreibung
Der dreigeschossige Bau mit Dachreiter, der von einer Haube bekrönt wird, ist mit 1687 bezeichnet. Den Stadtbrand von Usingen 1692 überstand das Haus. Auf dem Dachreiter sitzt eine schmuckvolle Wetterfahne mit dem nassauischen Löwen auf einem Dachknauf. Im Erdgeschoss befand sich ursprünglich eine große Halle mit vier Stützen. Als Schmuckformen sind Andreaskreuze und Rauten zu sehen, die teilweise ineinander gestellt sind. Das Haus besitzt eine zweiseitige Freitreppe zur Obergasse. Dieser Eingang wird heute nicht mehr genutzt, da auf der Rückseite des Gebäudes ein Neubau angefügt wurde.

## Geschichte
An der Stelle des heutigen Rathauses befand sich ein spätmittelalterliches Gebäude, das bildlich bekannt ist. Dieses Gebäude wurde abgerissen und 1687 das heutige Gebäude errichtet. Im Rahmen der Sanierung des Rathauses wurde eine dendrochronologische Untersuchung der Balken vorgenommen. Ein Teil der Balken wurde auf das Jahr 1450 datiert und stammt wohl aus dem Vorgängerbau, der Rest wurde auf das Jahr 1686 datiert. Ebenfalls aus dem alten Bau übernommen wurde ein auf der Nord-Süd-Achse liegender Gewölbekeller, der als städtisches Weinlager genutzt wurde, und ein 20 Meter tiefer Brunnenschacht vor dem Gebäude, der heute verschüttet ist.